# Lōc-ed After Dark
Lōc-ed After Dark è il primo album del rapper statunitense Tone Lōc, pubblicato il 23 gennaio 1989.

## Descrizione
L'album è pubblicato dalla Delicious Vinyl su LP, musicassetta e CD.
Dal disco vengono tratti i singoli Wild Thing, Funky Cold Medina e I Got It Goin' On.

## Tracce

### Lōc'-ed Side
1. On Fire (Remix)
2. Wild Thing
3. Lōc'ed After Dark
4. I Got It Goin' On
5. Cutting Rhythms

### Dark Side
1. Funky Cold Medina
2. Next Episode
3. Cheeba Cheeba
4. Don't Get Close
5. Lōc'in on the Shaw
6. The Homies